# Walther-Pistolen

Walther-Logo

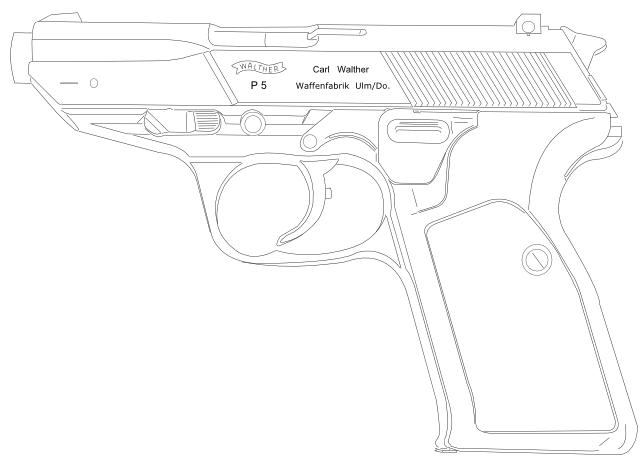
Zeichnung der halbautomatischen Walther P5

Die Walther-Pistolen sind Handfeuerwaffen des deutschen Waffenherstellers Carl Walther GmbH und basieren auf den Entwicklungen des Sohnes von Firmengründer Carl Wilhelm Freund Walther (1858 bis 1915), Büchsenmacher Fritz Walther.

## Geschichte

### Modell 1 bis Modell 9
Fritz Walther war einer von fünf Söhnen des Firmengründers Carl Walther. Ihm gelang 1907 die Konstruktion der ersten deutschen Westentaschenpistole im Kaliber 6,35 mm Browning. Bereits 1908 stellten Vater und Sohn die Pistole, das „Modell 1“, vor, welche ab dem gleichen Jahr produziert wurde. 
Ab 1909 ging das „Modell 2“ in Produktion. Im Jahr 1910 folgten bereits die Pistolen „Modell 3“ und „Modell 4“. Nach dem Tode von Carl Walther 1915 übernahm Sohn Fritz, unterstützt von seinen Brüdern Georg und Hans, die Firmenleitung. Um im Bereich militärische Waffen Fuß zu fassen, brachte Walther 1915 das „Modell 6“ im Kaliber 9 × 19 mm auf den Markt, das, wie die Vorgängermodelle, als Rückstoßlader über einen unverriegelten Masseverschluss mit starker Verschlussfeder verfügte. Das „Modell 6“ ist konstruktiv ein vergrößertes „Modell 4“. Das ab 1917 hergestellte „Modell 7“ entsprach weitgehend seinen Vorgängermodellen, war aber als Taschenpistole für Stabsoffiziere konzipiert und entsprechend kleiner und wieder im Kaliber 6,35 mm ausgeführt. Das Kriegsende des Ersten Weltkrieges 1918 verschaffte Walther eine Zwangspause, die dafür genutzt wurde, um 1920 mit völlig neuen Konstruktionen aufzuwarten. Es entstand das „Modell 8“, das als konstruktiver ‚Urvater‘ der später folgenden Walther PP betrachtet wird. Die Pistole im Kaliber 6,35 mm trug erstmals für Walther ihre Modellbezeichnung auf dem aus einem Stück gefrästen Schlitten. 1921 wurde die frühe Modellreihe der Walther-Pistolen durch das „Modell 9“ fortgesetzt. Diese Taschenpistole war das kleinste Modell der Walther-Pistolen, sie wurde bis 1945 gefertigt.

### Walther PP Modelle
Die Walther Polizeipistolen-Modelle „Walther PP“ und die „Walther PPK“ gelten als die ersten brauchbaren Pistolen mit konstruktiv problemlos funktionierendem Spannabzug (Double-Action-Abzug), zudem waren sie einfach aufgebaut, handlich, elegant und sehr hochwertig verarbeitet. Deshalb wurden die Modelle PP und PPK zum sprichwörtlichen Welterfolg, nicht nur als Dienstwaffen, sondern auch bei privaten Waffenbesitzern. Vor, während und nach dem Zweiten Weltkrieg fanden die Modelle PP und PPK in zahlreichen Ländern (neben Deutschland) als Polizei- und Offizierspistolen Verwendung. Wegen der terminalballistisch unbefriedigenden Leistung der verfügbaren Kaliber wurden die in deutschen Polizeibehörden „Waltherchen“ genannten Waffen nach 1972 aus dem deutschen Polizeidienst ausgesondert. Viele Exemplare wurden günstig an Erwerbsberechtigte verkauft. Ihre Kompaktheit und Zuverlässigkeit machten die Pistolen zu einem beliebten Begleiter von Jägern für Fallenjagd, Fangschuss und Selbstverteidigung.

#### Walther PP
1929 glückte Fritz Walther mit der Vorstellung der Spannabzugspistole Walther PP (Walther Polizeipistole) der Durchbruch im Waffenbau. Bis dahin hatten Spannabzugspistolen, wegen mangelnder Zuverlässigkeit der Konstruktionen, sich nicht am Markt durchsetzen können. Die „Walther PP“ war die Pistole, die konstruktiv den Bau von Spannabzugspistolen revolutionierte, alle bis dahin konstruierten Spannabzugspistolen galten nach der Einführung der „Walther PP“ als veraltet.

#### Walther PPK
Nach dem großen Erfolg der Walther PP in vielen Dienststellen ganz Europas brachte Walther 1931 in Zella-Mehlis die Walther PPK (Walther Polizei-Pistole-Kriminal) auf den Markt. Fälschlicherweise wird das Kürzel PPK auch für Polizei-Pistole-Kurz verwendet. Richtig ist hingegen, dass die PPK eine kompakte Variante der PP ist und aufgrund ihrer etwas geringeren Abmessungen besonders für das verdeckte Tragen im Dienst der Kriminalpolizei geeignet ist. Einen hohen Bekanntheitsgrad erreichte die Walther PPK auch durch die James-Bond-Romane und zahlreiche James-Bond-Filme, in denen der Protagonist diese Waffe, aber auch andere Walther-Modelle, als Dienstwaffe verwendete.

### Walther Sportpistole 1932
1932 wurden mit dem Vorgängermodell der Walther Olympia (1936), die Leistungen deutscher Sportschützen mit einer Silbermedaille bei den Olympischen Spielen in Los Angeles ausgezeichnet. Das Griffstück der Walther Sportpistole von 1932 entsprach noch dem Griffstück der „Walther Modell 6“.

### Walther Olympia
1936 errangen Sportschützen auf den olympischen Schießstätten in Berlin-Wannsee, durch die hervorragende Präzision des verbesserten Modells von 1932, fünf olympische Medaillen. Seit den 1980er-Jahren gibt es von der chinesischen Firma „China North Industries Corporation“ einen Nachbau der Waffe, „Norinco TT Olympia“, der sich aber weder sportlich noch als Gebrauchswaffe am Markt durchsetzen konnte.

### Walther Armeepistole (AP)
1935 lieferte Walther eine Anzahl von Walther-Armeepistolen an Dienststellen der deutschen Wehrmacht aus. Die durchaus moderne Konstruktion war ein Rückstoßlader mit kurz zurückgleitendem Lauf, Schwenkriegelverschluss und innenliegendem Hahn. Sie konnte sich jedoch aus Sicherheitsgründen nicht durchsetzen, so wurde ein verbessertes Modell in Auftrag gegeben, aus dem später die „Walther P38“ entstand. Von der Walther Armeepistole wurden nur wenige gefertigt, die höchste bekannte Seriennummer ist die „055“. Pistolen bis zur Seriennummer „010“ waren mit einem längeren Lauf und Anschlagschaft versehen.

### Walther P38
1938 wurde die mit dem Schwenkriegelverschluss der Walther Armeepistole, jedoch mit außenliegendem Hahn versehene Walther P38 bei der deutschen Wehrmacht eingeführt. Sie sollte die Pistole 08 als Ordonnanzwaffe ablösen, was aber bis Kriegsende 1945 nicht mehr vollständig durchgeführt werden konnte.

### Walther P1

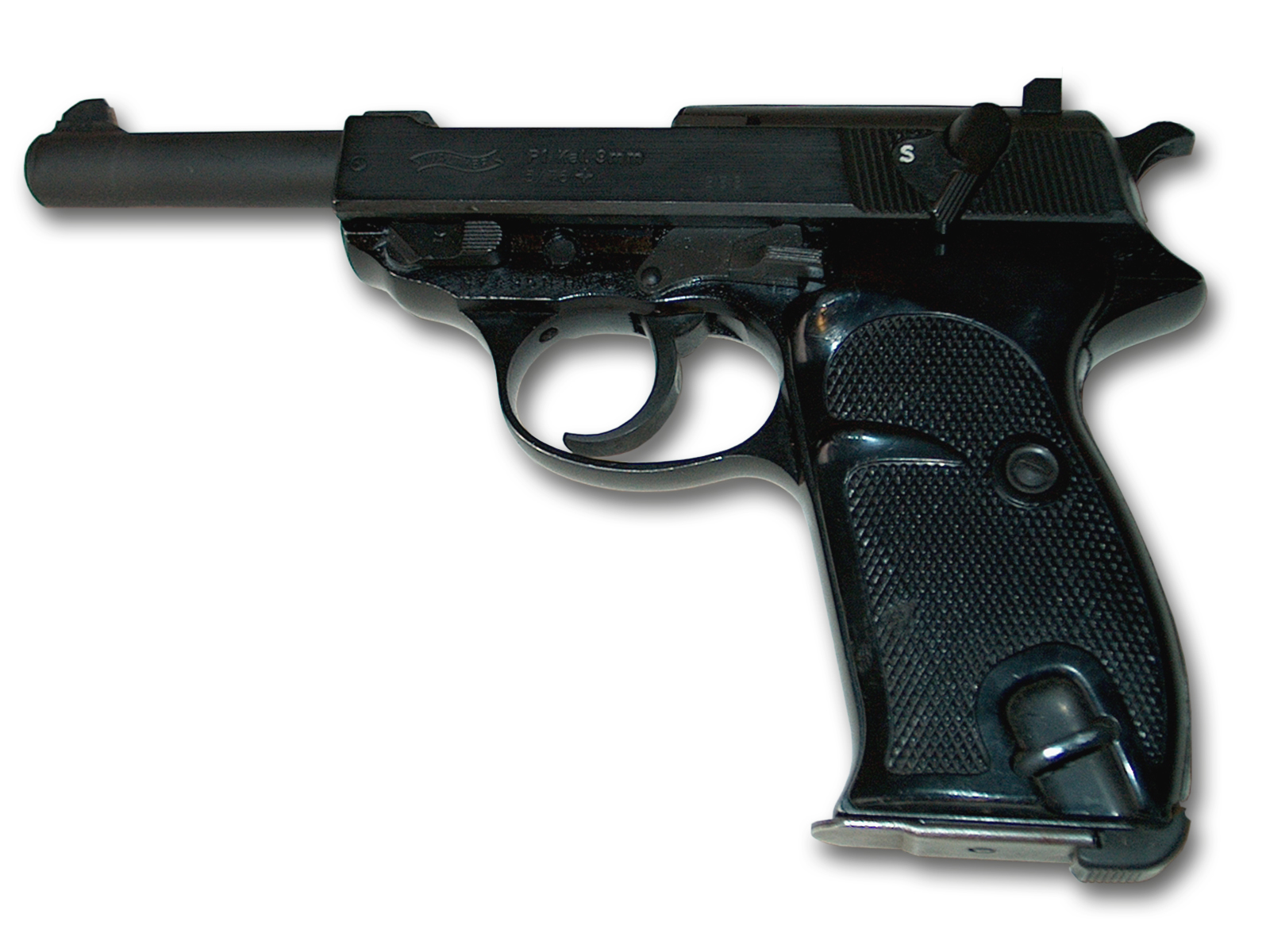
Walther P1

Nach dem Zweiten Weltkrieg, ab 1957, wurde die Walther P38 als Ordonnanzwaffe der Bundeswehr, unter der Bezeichnung P1, wieder eingeführt. Im Unterschied zur alten Walther P38 verfügt die P1 über ein Leichtmetallgriffstück und marginale Veränderungen des Schlagbolzens und der Sicherung. Die P1 wurde bis mindestens Anfang der 2000er-Jahre von der Bundeswehr verwendet.

### Walther P4
Die „Walther P4“ ist eine für den Polizeidienst konzipierte und weniger bekannte Variante der „Walther P1“, mit Aluminiumgriffstück und gekürztem Lauf. Anfänglich wurden Komponenten der „Walther P38“ verwendet, diese Pistolen sind als „Walther P38 IV“ gekennzeichnet. Eine weitere wenig bekannte Variante ist die „Walther P38K“, die weniger eine Variante des Modells P38, sondern eher des Modells P4 darstellt. Die „Walther P38K“ verfügt über einen stark gekürzten Lauf und trägt das Korn auf dem Verschluss (Schlitten). Ein ähnliches Modell wurde schon während des Zweiten Weltkrieges für die Gestapo gefertigt.

### Walther GSP / OSP

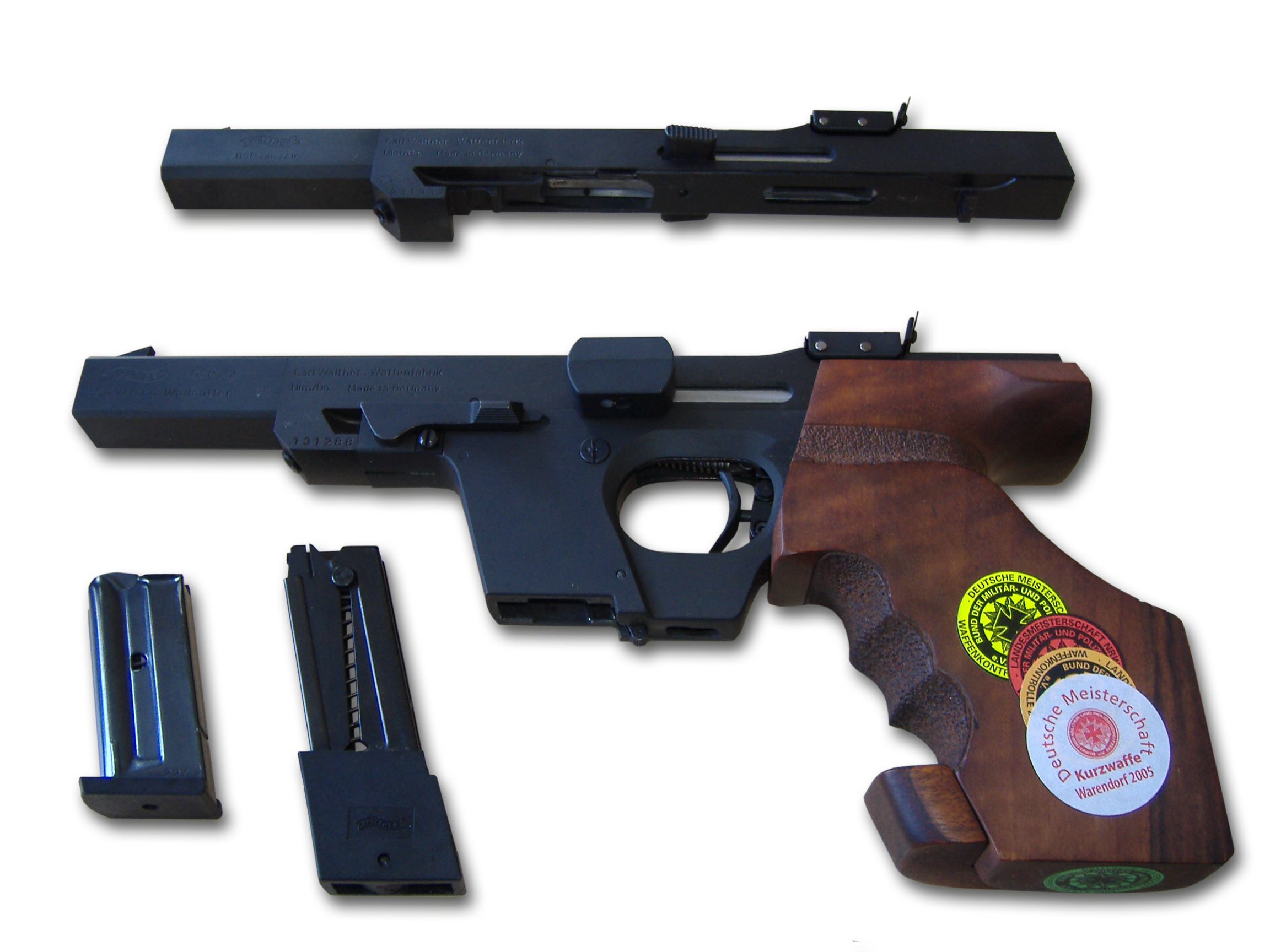
Walther GSP

Bereits 1961 wurde von Walther für die Disziplin „olympische Schnellfeuerpistole“ die Walther OSP konstruiert. 1968 folgte die Sportpistole Walther GSP (Gebrauchs-Standardpistole). Im Gegensatz zur Walther OSP, die eine spezialisierte Waffe für nur eine Disziplin ist, ist die Walther GSP modular aufgebaut, was individuelle Kaliber-, Abzugs- und Griffvarianten zulässt und die Sportpistole für verschiedene Disziplinen verwendbar macht. Beiden Waffen gleich ist die Ausnutzung aller sportlichen Regeln, schon bei der Konstruktion der Waffen. Die letzte Variante der Walther GSP ist die GSP Expert.

### Walther TP
1962 entstand das Modell Walther TP (Taschenpistole). Die Waffe verfügt über einen innenliegenden Hahn, was das Führen in und das Ziehen aus der Hosentasche erleichtern sollte.

### Walther TPH

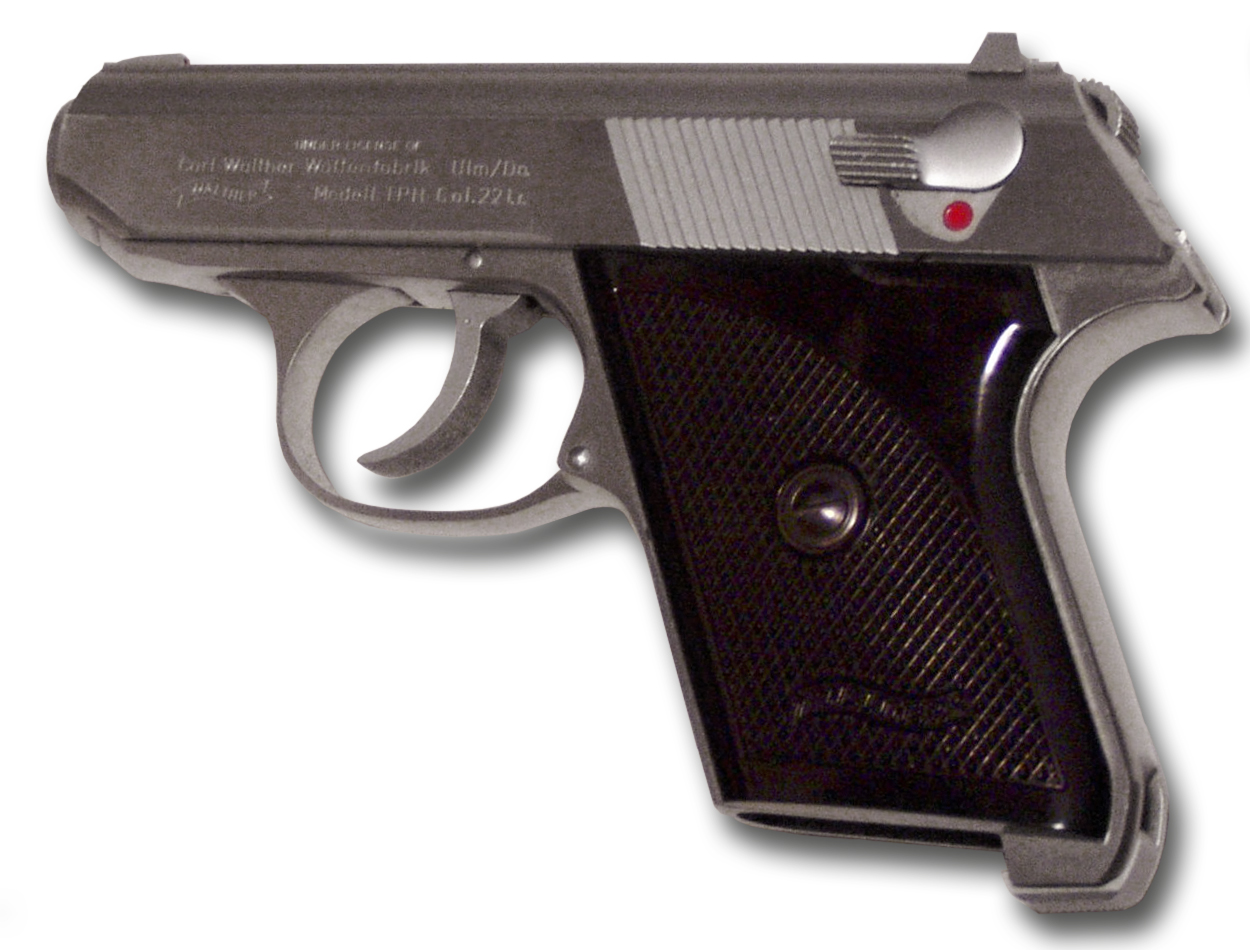
Walther TPH

1968 überarbeitete Walther das Konzept der Taschenpistole. Im Ergebnis entstand die Walther TPH (Taschenpistole Hahn), die technisch eine verkleinerte Version der Walther PP ist, sich jedoch im Erscheinungsbild unterscheidet, dazu trägt auch der Magazinlöseknopf am unteren Ende des Griffstücks bei.

### Walther PPK/S
Seit 1968 wird die Sub-Variante der Walther PPK, die PPK/S, in unterschiedlichen Ausführungen gefertigt, auch in einer Edelstahlvariante. Im Wesentlichen besteht die Walther PPK/S aus dem kurzen Lauf und Verschluss der Walther PPK und dem großen Griffstück der Walther PP.

### Walther PP Super

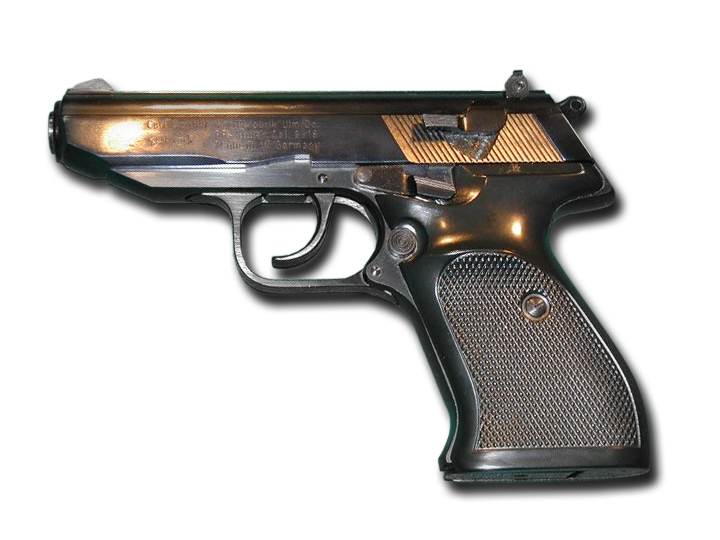
Walther PP Super

Ab 1973 wurde die stark veränderte Sub-Variante der Walther PP, die Walther PP Super, im Kaliber 9 × 18 mm Police gebaut, die technische Merkmale der Walther P5 übernahm. Die Produktion wurde um 1979 eingestellt.

### Walther PPK/E
Eine weitere Sub-Variante der Walther PPK ist die PPK/E, eine überarbeitete und an moderne und günstigere Fertigungstechniken angepasste Version.

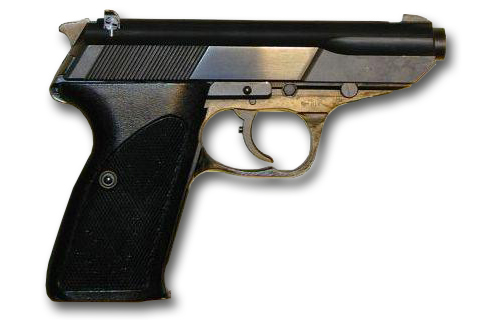
Walther P5

### Walther P5

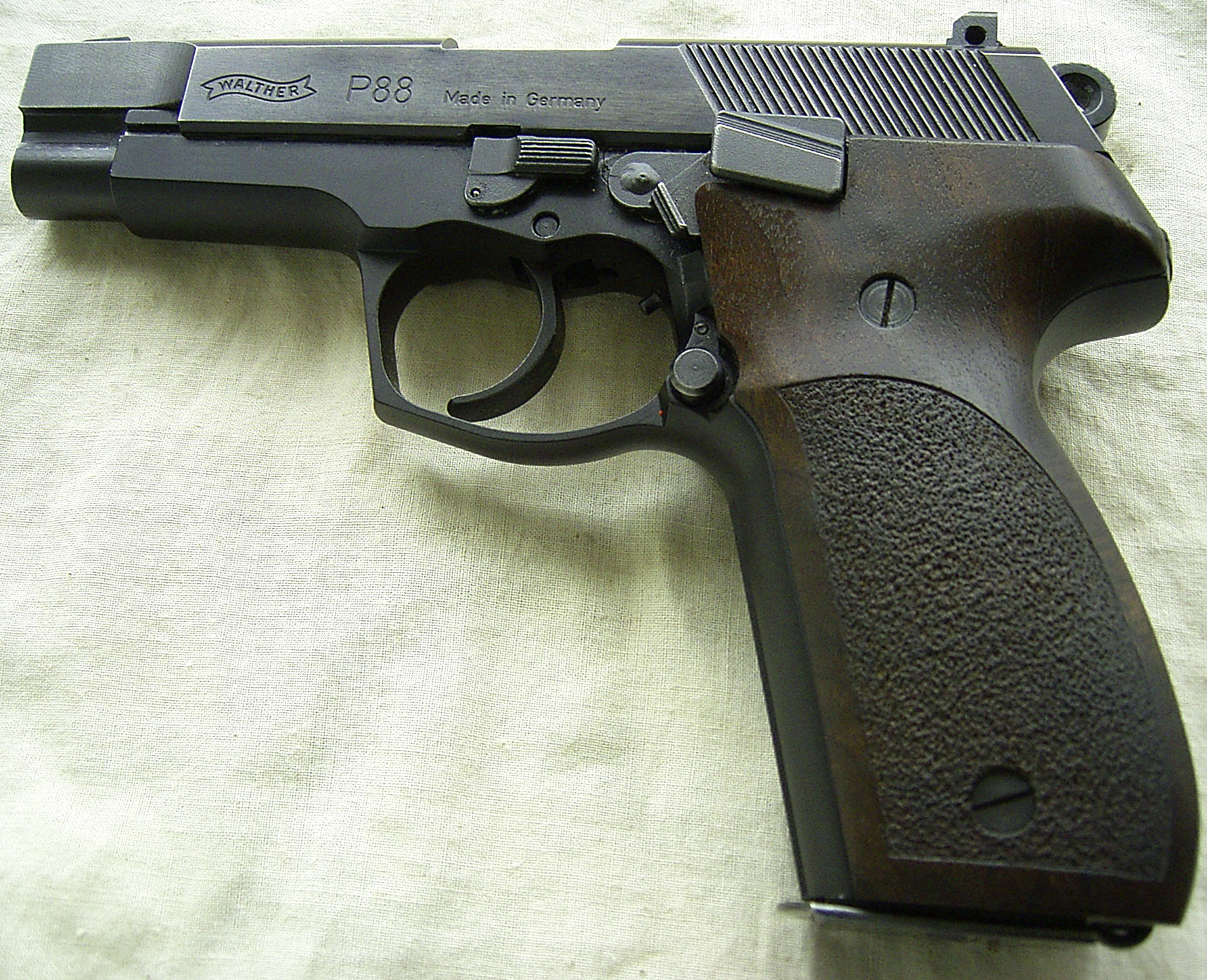
Walther P88

Mitte der 1970er Jahre verlangten verschiedene deutsche Polizeidienststellen nach einer stärkeren Dienstwaffe im Kaliber 9 × 19 mm. Walther kam diesem Bedürfnis mit der Walther P5 nach, die in drei verschiedenen Kalibern und drei Ausführungen als Walter P5, P5L (lang) und P5 Compact gebaut wurden. In Deutschland blieb der Erfolg der Walther P5 weitgehend aus, im Ausland hingegen konnte die Waffe bei einigen Polizeibehörden sowie militärischen Einheiten überzeugen.

### Walther P88
1986 / 1987 begann Walther mit der Vermarktung der Walther P88, einer modernen Pistole wieder für den Polizei- und Militärdienst. Im Gegensatz zu vielen ihrer Vorgängermodelle wurde auf den Schwenkriegelverschluss zugunsten des Browning-Petter-SIG-Systems verzichtet. Die Modellbezeichnung „88“ wurde wegen des anstehenden 50-jährigen Jubiläums des Modells P38 gewählt. Die Walter P88 wurde später zu den Modellvarianten P88 Compact und P88 Competition modifiziert.

### Walther P99

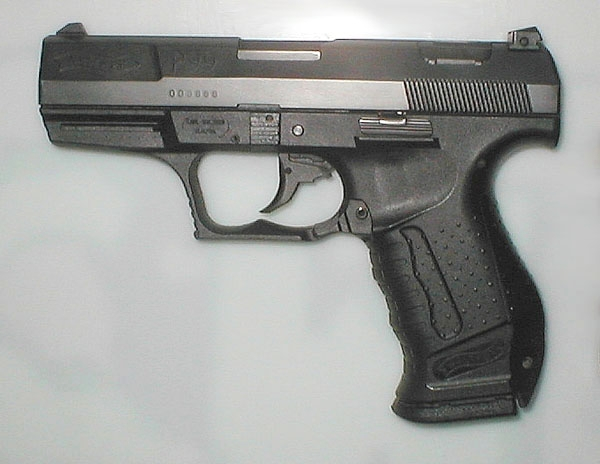
Walther P99

Die konsequente Weiterentwicklung der P88 stellt die seit 1996 produzierte Walther P99 dar. Besonderes Augenmerk wurde bei der Entwicklung auf die verfeinerten Ansprüche der Einsatzzwecke polizeilicher und militärischer Dienststellen gelegt und Varianten mit unterschiedlichen Abzugssystemen und Charakteristiken entwickelt.

### Walther PPQ

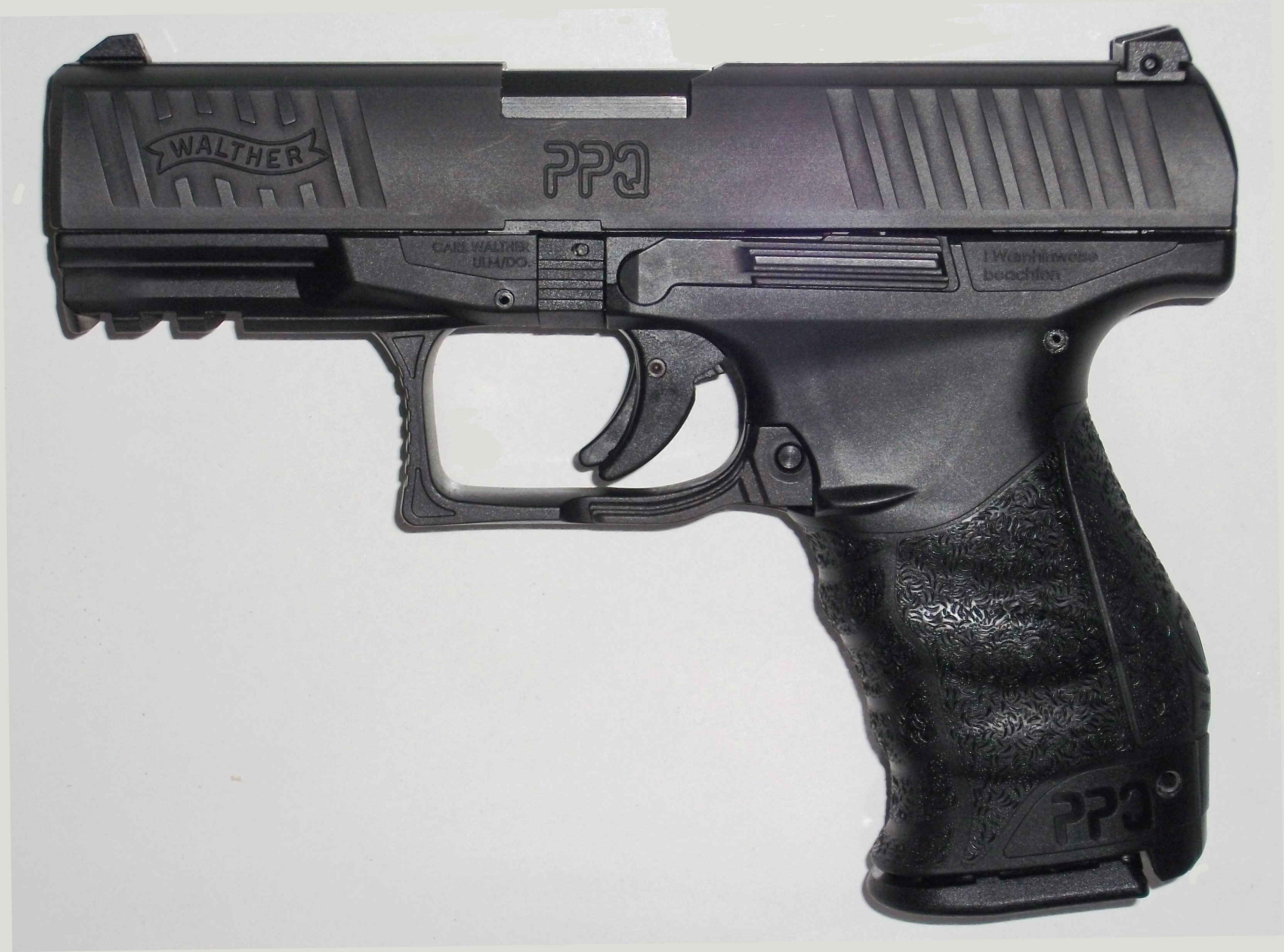
Walther PPQ

Im Jahr 2011 wurde die Walther PPQ als Weiterentwicklung der P99 und aktuelle Dienstpistolenserie vorgestellt. Mit einem voll vorgespannten Schlagbolzenschloss arbeitend, wurde sie insbesondere im Hinblick auf behördliche Spezialeinheiten und (in diversen erhältlichen Varianten) auch für den Zivilwaffenmarkt vermarktet.

### Walther P22

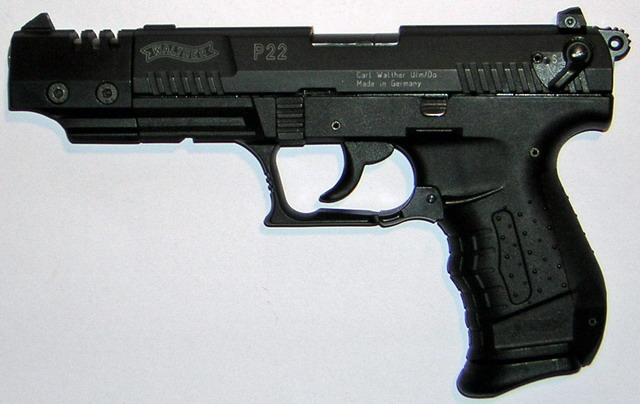
Walther P22 Target

2001 wurde die, in Anlehnung an die Walther P99 gefertigte, Walther P22 vorgestellt. Die Kleinkaliberpistole wirkt optisch wie die Walther P99, nur in kleineren Abmessungen. Die Waffe wird in verschiedenen Versionen und Ausführungen, auch mit Schalldämpfer, hergestellt.

### Walther SSP
2005 wurde die Walther SSP vorgestellt. Diese Sportpistole für die drei Disziplinen Sportpistole, Standardpistole und Olympische Schnellfeuerpistole, stellt keine Weiterentwicklung der Walther GSP und OSP dar, sondern ist eine völlige Neukonstruktion unter neuem Konzept, allerdings mit allen Erfahrungen aus den Vorgängermodellen und den bekannten Tugenden der Walther-Sportpistolen im Bezug auf Konstruktion, Präzision, Innovation und Verarbeitung.

### Walther PPS

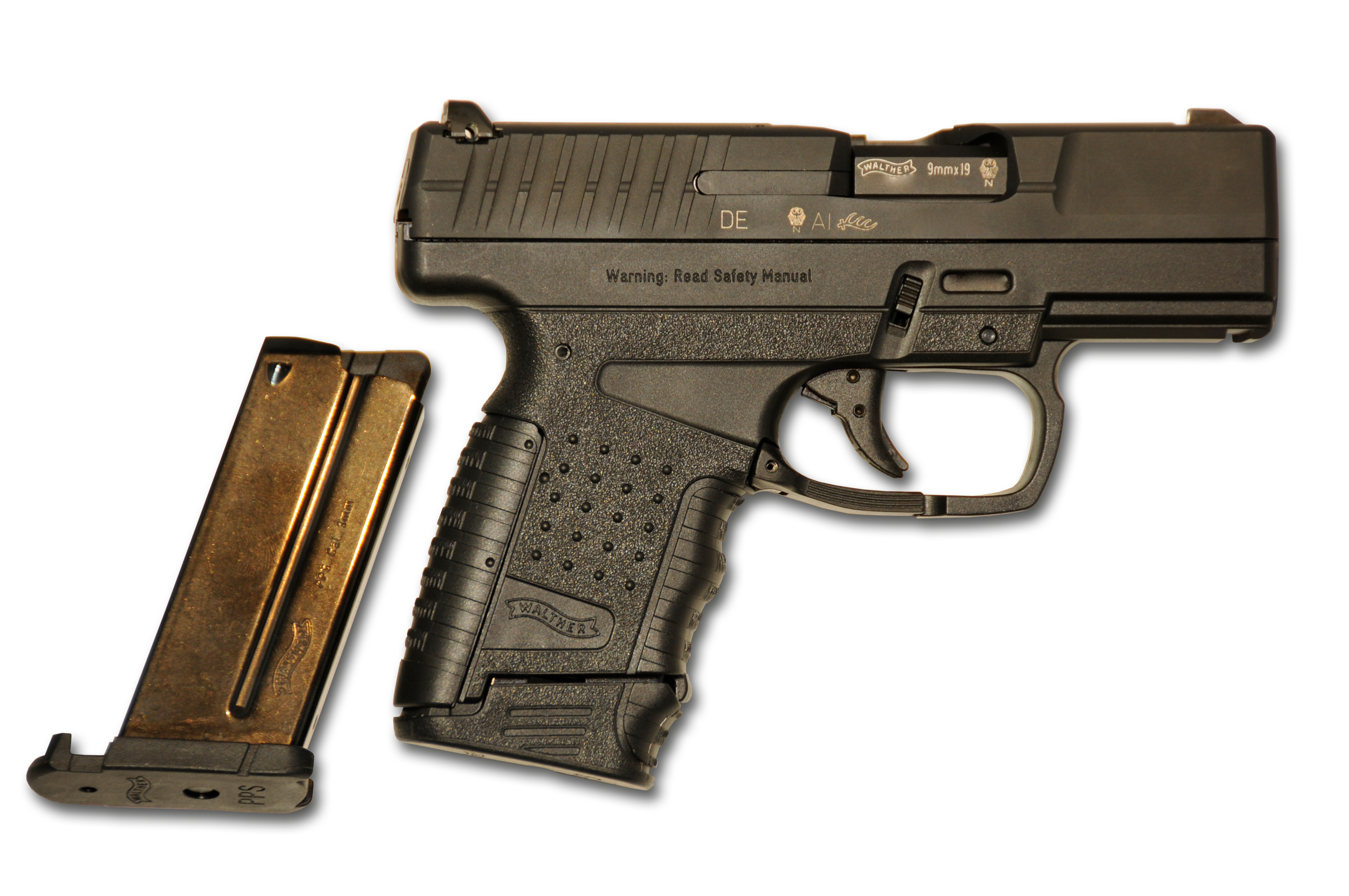
Walther PPS

Die 2007 vorgestellte Walther PPS ist nach den Vorstellungen von Walther die würdige Nachfolgerin der Walther PPK. PPS steht hierbei für Polizeipistole Schmal. Die Waffe weist nahezu die gleichen Abmessungen wie die Walther PPK auf, wobei jedoch durch Verwendung der Kaliber 9 × 19 mm und .40 S&W eine wesentlich höhere Leistung als bei der berühmten Vorgängerin erzielt wird.

### Walther SP22

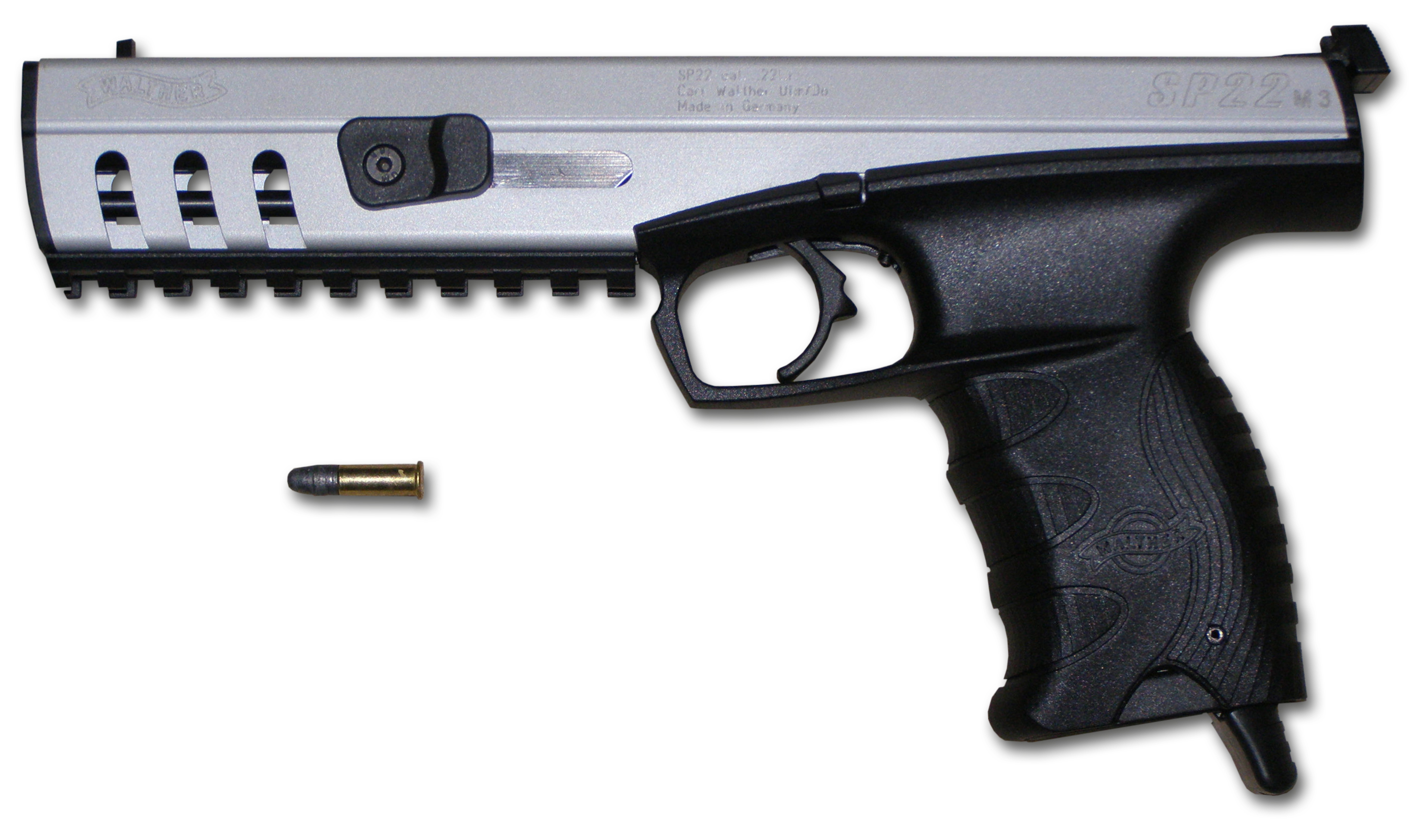
Walther SP22

Die 2007 vorgestellte Walther SP22 ist eine einfache Sportpistole für Nachwuchsschützen, die durch ihren modularen Aufbau für unterschiedliche Disziplinen geeignet ist. Sicher kommt diese Waffe nicht an die Leistungsfähigkeit einer Walther SSP heran, kann aber einen guten Einstieg in das sportliche Schießen bieten. In den USA fällt diese Waffe eher unter die „Plinking Pistols“, also Kleinkaliberpistolen zum Dosenschießen.

### Walther CCP
Im März 2014 stellte die Carl Walther GmbH die Walther CCP, oder Concealed Carry Pistol (deutsch: verdeckt zu tragende Pistole) vor. Die CCP hat eine Magazinkapazität von 8 Schuss und ein Kaliber von 9 × 19 mm.

### Walther Creed
Im Jahr 2017 stellte die Carl Walther GmbH die Walther Creed als Nachfolgemodell für die Walther PPX vor. Die Walter Creed ist eine Polymerpistole im Kaliber 9 × 19 mm. Sie verwendet einen spornlosen Hahn und verriegelt mit dem Browning-Petter-SIG-System. Die Magazinkapazität beträgt 16 Schuss.

### Walther PDP

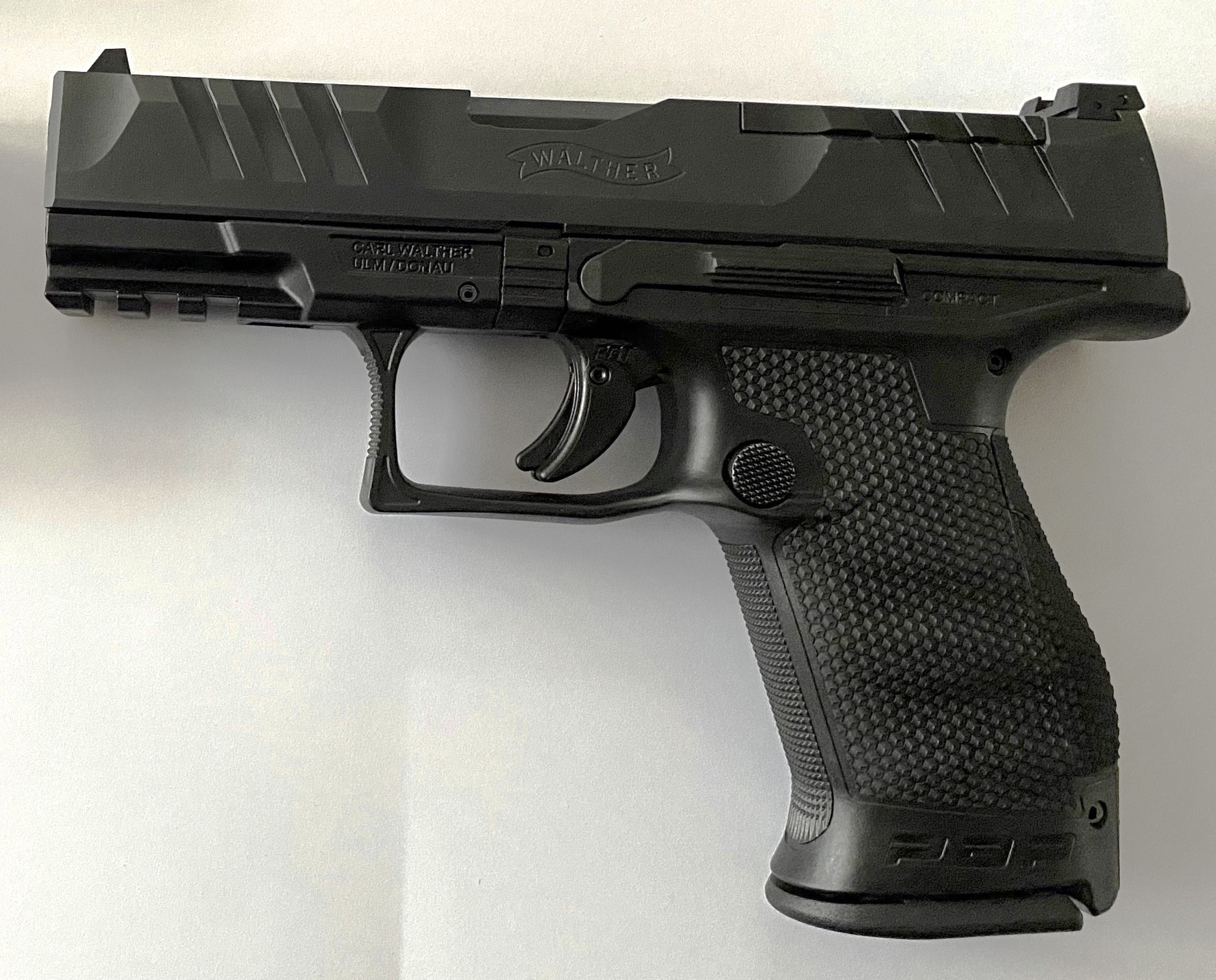
Walther PDP

Mit der Walther PDP wurde im Jahr 2021 eine neue Dienstpistolenserie vorgestellt. PDP steht für P erformance D uty P istol. Die Pistole wird mit zwei unterschiedlichen Rahmengrößen (Compact und Full Size) angeboten. Die Compact-Variante ist in zwei unterschiedlichen Lauflängen erhältlich (102 mm bzw. 4 Zoll und 127 mm bzw. 5 Zoll), während die Full Size-Variante zusätzlich auch mit 115 mm bzw. 4,5 Zoll langem Lauf erhältlich ist. Die Walter PDP ist eine Polymerpistole im Kaliber 9 × 19 mm. Sie verwendet (wie bereits die Vorgänger P99 und PPQ) ein Schlagbolzenschloss und verriegelt mit dem Browning-Petter-SIG-System. Die Magazinkapazität beträgt in der Compact-Variante 15 Schuss, die Full Size-Variante fasst 18 Schuss. Sie ist bereits ab Werk für die Montage eines Rotpunktvisiers vorbereitet. Unter der Bezeichnung P14 bzw. P14K wird die Walther PDP in den nächsten Jahren als Dienstpistole des KSK, des KSM und spezialisierter Kräfte der Feldjäger eingeführt.

## Leucht- und Signalpistolen
Auf der Grundlage eines Patentes (Reichspatent Nr. 506011) von Fritz Walther aus dem Jahre 1926 fertigte Walther eine Serie von Leucht- und Signalpistolen für die zivile und, nach besonderen Spezifikationen, militärische Verwendung.

### Perfecta
Carl Walther war bekannt dafür, innovative Ideen seiner Mitarbeiter zu fördern, so fertigte Walther auch eine von Walter Riem 1937 entwickelte Schreckschuss-/Gaspistole mit dem Namen Perfecta.

## Walther Luftpistolen
Neben den Walther-Pistolen stellt Walther ebenfalls hochwertige Matchluftpistolen her, die sich z. B. mit den Produkten der Firmen Feinwerkbau, Gehmann, Morini, Röhm oder Steyr international messen lassen.

## Walther Trainingspistole
Zu Trainingszwecken für Polizei und Militär wird die „Walther P99 RAM“, „RAM“ Steht für „Real Action Marker“, gefertigt. Die Pistole wird aber auch von zivilen Organisationen zur Waffenausbildung genutzt. Der Vorteil dieser Pistole ist das realitätsnahe Training und Bedingungen nur leichter Schutzbekleidung, da die Pistole im Kaliber .43 (11 mm) nur mäßiges Gefährdungspotential vermittelt. Darüber hinaus entfällt die störende Lärmbelästigung von Schießübungen mit scharfer Munition.

## Produktion
Die 1858 von Carl Walther in Zella St. Blasii gegründete Firma produzierte zunächst Büchsen für das Scheibenschießen und schon Carl Walther befasste sich mit der Entwicklung von Selbstladepistolen, deren Produktion 1908 begann.
Für Walther-Pistolen gab es im Laufe der Firmengeschichte unterschiedliche Produktionsstätten. In den frühen Jahren wurde in Zella-Mehlis produziert. 1918 wurde die Produktion als Folge des Ersten Weltkrieges eingestellt und 1920, nach nur 18-monatiger Unterbrechung, unter Aufsicht des Völkerbundes, wieder aufgenommen. Es entwickelte sich eine rege Produktionstätigkeit im Thüringer Werk, bis 1936 wurden eine Million Pistolen von Walther hergestellt.
Im Zweiten Weltkrieg mussten Walther-Pistolen wegen der starken Nachfrage auch von anderen deutschen Herstellern gefertigt werden. Hunderte Zwangsarbeiter mussten dafür im Stammwerk arbeiten. Das Walther-Werk produzierte, unter anderem auch in Hamburg im KZ Neuengamme und bei Wasungen, bis 1945 rund 1,5 Millionen Waffen.
Wegen der Reglementierung der Waffenproduktion in Deutschland nach dem Zweiten Weltkrieg durch die Siegermächte war Walther gezwungen, die Produktion von „Walther Olympia“ Pistolen der Schweizer Firma Hämmerli und die Produktion der „Walther PP“ sowie der „Walther PPK“ der französischen Firma Manurhin (Manufacture du Machines du Haut-Rhin) in Mülhausen in Lizenz zu übertragen. Ab August 1945 wurde in Zella-Mehlis, aus eingelagerten Pistolenteilen der Waltherproduktion, die Pistole 1001 gefertigt. Später wurde diese Produktion in Suhl fortgeführt, es handelte sich aber nicht mehr um ein Waltherprodukt. Ab 1953 konnte Walther nach der Neugründung der „Carl Walther-Waffenfabrik“ in Ulm die Produktion für einige Jahrzehnte wieder aufnehmen und erste Teile der Modelle PP und PPK in Ulm fertigen. Zwischenzeitlich ist die Produktion dafür jedoch wieder eingestellt.
1993 wurden 90 % der Walther-Anteile an die Firma „P.W. Interarms GmbH & Co. KG“, Dortmund, einer Tochtergesellschaft der Firma „UMAREX Sportwaffen GmbH & Co. KG“, die zur „UMAREX Corporate Group“ gehört, verkauft.
Inzwischen wurden beispielsweise die Pistolen Modelle PPK, PPK/S und SP22, weil hauptsächlich für den US-Markt konzipiert, unter der Firmierung „Walther America“, bis 2013 durch die Firma „Smith & Wesson“, in den USA hergestellt. Die „Walther PPK/E“ wurde bei Fégarmy in Ungarn gefertigt.